# Henry Kissinger
Henry Alfred Kissinger (Fürth, 27 mei 1923 – Kent (Connecticut), 29 november 2023) was een Amerikaans politicoloog, diplomaat en politicus van de Republikeinse Partij. Hij diende als nationaal veiligheidsadviseur van 1969 tot 1975 en vanaf 1973 in een dubbele functie tevens als minister van Buitenlandse Zaken tot 1977 onder presidenten Richard Nixon en Gerald Ford. Hem werd in 1973 de Nobelprijs voor de Vrede toegekend.
Als realpoliticus speelde Kissinger een prominente rol in het buitenlands beleid van de Verenigde Staten tussen 1969 en 1977. Hij was pionier in de politiek van detente met de Sovjet Unie, in het orkestreren van een opening in de betrekkingen met de Volksrepubliek China, in het op gang brengen van pendeldiplomatie in het Midden-Oosten ter beëindiging van de Yom Kipoer-Oorlog en de onderhandelingen voor het Parijse Vredesakkoord dat de betrokkenheid van de Verenigde Staten bij de oorlog in Vietnam beëindigde. Kissinger is ook geassocieerd met omstreden zaken als de Amerikaanse betrokkenheid bij de staatsgreep in Chili in 1973, 'groen licht' voor de Argentijnse junta en diens 'vuile oorlog' en steun aan Pakistan tijdens de bevrijdingsoorlog in Bangladesh, ondanks genocide door Pakistan bedreven. Hij blijft een controversieel figuur in de recente Amerikaanse geschiedenis. Sommige journalisten, activisten en mensenrechtenadvocaten hebben zijn tolerantie van oorlogsmisdaden aan de kaak gesteld.

## Vroege carrière
Hij werd geboren als Heinz Alfred Kissinger. In 1938, op de vlucht vanwege Adolf Hitlers vervolging van de Joden, verhuisde zijn familie vanuit Duitsland naar New York. Op 19 juni 1943 werd Kissinger Amerikaans staatsburger. Als soldaat in het Amerikaanse leger kwam Kissinger aan het einde van de oorlog mee naar Duitsland. Hij werd er militair bestuurder, eerst in Krefeld en daarna in de buurt van Heidelberg en doceerde er over de structuur van nazi-Duitsland aan leden van de Amerikaanse bezettingsmacht. Aan zijn voor het grootste deel in Duitsland doorgebrachte jeugd hield Kissinger een Beiers accent over.
Later was hij werkzaam als hoogleraar internationale betrekkingen aan de Harvard-universiteit, waar hij ook enkele boeken publiceerde over afschrikking met nucleaire wapens en erop wees dat de Verenigde Staten tussen kleinschalig geweld en de inzet van atoomwapens niet geloofwaardig militair konden optreden. Dit bracht hem naar de politiek, aanvankelijk als Democraat, later als Republikein. Hij kan tot de linkervleugel van de Republikeinse partij gerekend worden. Zijn streven om de Koude Oorlog om te zetten van een ideologische tweestrijd in een multipolair machtsevenwicht, waarbij niet kieskeurig werd omgegaan met bondgenoten, bracht hem in conflict met zowel linkse vredesactivisten als met rechtse ideologische anticommunisten. Hij ambieerde het presidentschap, maar omdat hij geen geboren Amerikaan was, kon hij geen president worden.

## Diplomatieke carrière

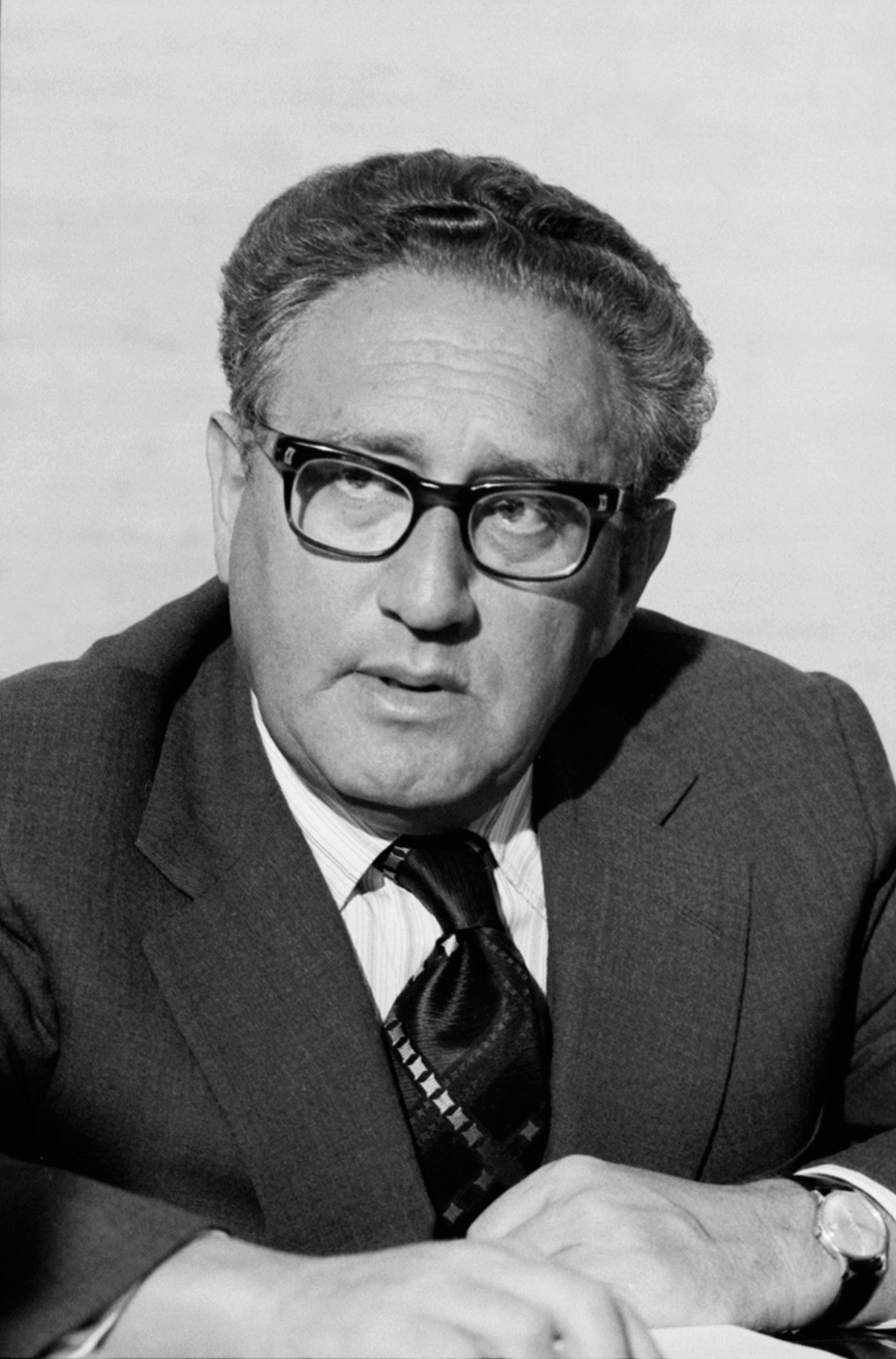
Henry Kissinger in 1976

Hij speelde een belangrijke rol in buitenlandse zaken door zijn deelname in een aantal Republikeinse regeringen tussen 1969 en 1977. Kissinger diende eerst als nationaal veiligheidsadviseur en daarna, vanaf 1973, als minister van Buitenlandse Zaken onder Richard Nixon en – toen deze moest aftreden vanwege Watergate – onder diens opvolger Gerald Ford.
Aanvankelijk stond Kissinger in de schaduw van de president, aan wie de zogeheten Nixon-doctrine werd toegeschreven, hoewel het een idee was van Kissinger zelf. Deze behelst dat de Amerikanen steun verleenden aan enkele regionale mogendheden, die namens de Verenigde Staten invloed zouden uitoefenen. Een voorbeeld is Iran, waar de Westers georiënteerde sjah Mohammad Reza Pahlavi enorme wapenleveranties ontving.

### Vietnamoorlog
In 1969 trad president Richard Nixon aan met de belofte een eervol eind te maken aan de Amerikaanse inmenging in de Vietnamoorlog, waarin zijn voorganger Johnson verstrikt was geraakt en wat deze had doen afzien van een nieuwe ambtstermijn. De Amerikaanse militaire interventie in Vietnam was op een hoogtepunt, met circa 400.000 man. Kissinger speelde een grote rol in de onderhandelingen met Noord-Vietnam, die gepaard gingen met intensieve bombardementen op Noord-Vietnam en een escalatie van de oorlog door Amerikaanse aanvallen op de bevoorradingslijnen van de Vietcong in grensgebieden van Laos en Cambodja. In januari 1973 werden de Parijse akkoorden bereikt tussen Noord-Vietnam en Amerika over terugtrekking van Amerikaanse troepen uit Vietnam, waarmee de oorlog volledig 'gevietnamiseerd' was, overigens wel met Amerikaanse materiële steun voor Zuid-Vietnam. Kissinger en de Noord-Vietnamese onderhandelaar Le Duc Tho kregen hiervoor de Nobelprijs voor de Vrede van 1973. Laatstgenoemde weigerde deze, omdat er nog geen vrede was in Vietnam.
Deze intensieve bombardementen (in de periode 1969 - augustus 1973) waarvoor Kissinger en zijn president Nixon verantwoordelijk waren (o.a. in Cambodja) leidden tot vele duizenden slachtoffers en tot een enorme schade op de grond. Wrang was dat uitgerekend één maand na het vredesakkoord van Parijs een slotoffensief werd ingezet door Kissinger/Nixon met de heftigste bombardementen van de hele periode (werd in 1972 53.000 ton bommen afgeworpen, van februari 1973 tot en met augustus was dat 250.000 ton). Deze agressieve aanpak zou o.a. leiden tot het aan de macht komen van de Rode Khmer in Cambodja, die miljoenen slachtoffers zou maken.
De vietnamisering van de oorlog zou niet het door Amerika gewenste resultaat hebben; in april 1975 werd de anti-communistische republiek Zuid-Vietnam veroverd door en herenigd met Noord-Vietnam. In december van dat jaar kreeg ook Laos een communistisch regime.

### Koude Oorlog
Kissingers grootste succes was de Chinees-Amerikaanse toenadering, met als hoogtepunt het bezoek van Richard Nixon aan China in 1972. De toenadering leidde later in de jaren zeventig tot het aangaan van diplomatieke betrekkingen met de Volksrepubliek China, ten koste van het nationalistische regime in Taiwan en in het geheim werd ook het wapenembargo van de westerse atoommachten tegen China gedeeltelijk opgeheven. Tevens stelde Kissinger voor dat de VS zich uit Vietnam zou terugtrekken, dit alles overigens zonder op Chinese tegenprestaties aan te dringen. Het gevolg was dat het bipolaire stelsel van de Koude Oorlog (Amerika versus Sovjet-Unie) werd vervangen door een multipolair machtsevenwicht, dat Kissinger al sinds de jaren vijftig voor ogen had gestaan, toen hij de rol van de negentiende-eeuwse Oostenrijkse staatsman Metternich bij het Congres van Wenen had bestudeerd. De Sovjet-Unie moest dit spel wel meespelen en koos nu ook voor toenadering, zodat Nixon kort na zijn onderhandelingen met Mao Zedong in Peking ook een bezoek bracht aan Leonid Brezjnev in Moskou. Daar werd in 1972 eindelijk het SALT I-akkoord getekend ter beperking van de strategische nucleaire bewapening, dat als een hoogtepunt van de ontspanningspolitiek ofwel detente kan worden beschouwd.

### Midden-Oosten

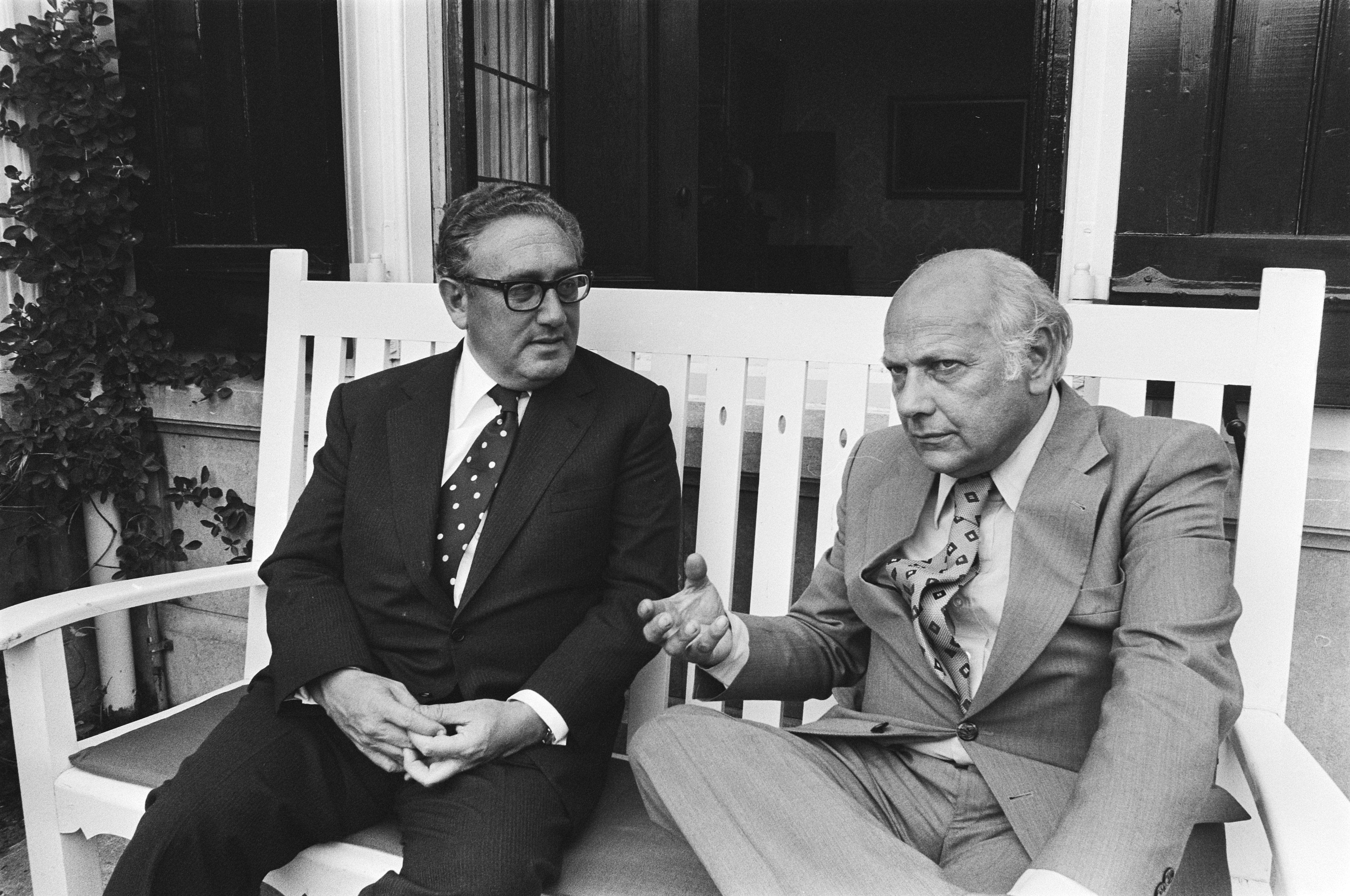
Henri Kissinger met Joop den Uyl (1976)

Een ander opmerkelijk wapenfeit is Kissingers rol tijdens de Jom Kipoeroorlog in oktober 1973, waarbij hij de Egyptenaren aan zich verplichtte door Israël ervan te weerhouden de aanval te openen op het Egyptische Derde Leger in de Sinaïwoestijn. Toen de Sovjets, die al geruime tijd Egypte en Syrië zowel diplomatiek als materieel steunden, dreigden middels luchtlandingen in het Midden-Oosten te interveniëren, kondigde hij een wereldwijd verhoogde staat van nucleaire paraatheid af voor alle Amerikaanse strijdkrachten. Hij deed dit in overleg met Alexander Haig, chef-staf van het Witte Huis, maar zonder president Nixon te consulteren, omdat die toen te zeer verstrikt was in het Watergateschandaal. De Sovjet-Unie was verbaasd dat de Amerikanen zo hoog spel speelden ten behoeve van Israël, maar wilde de zaak niet verder laten escaleren en krabbelde terug. Egypte beschouwde de Sovjet-Unie van toen af aan als een verrader van de Arabische zaak, stuurde na de oorlog alle Sovjet-adviseurs weg en werd Amerika's belangrijkste bondgenoot in het Midden-Oosten. Dat was niet uit sympathie, maar omdat Amerika nu eenmaal het meeste te bieden had, zowel materieel als in invloed op Israël. De Sovjet-Unie was haar belangrijkste bondgenoot in het Nabije Oosten kwijt en haar invloed in de regio was - en is - sindsdien zeer gering. Egypte had tijdens deze oorlog, die bedoeld was om de schande van de Zesdaagse Oorlog uit te wissen, net voldoende prestige behouden om aan vredesonderhandelingen met Israël te kunnen beginnen. In 1977 liepen die tijdens het bewind van de Democratische president Carter uit op de Camp Davidakkoorden, die teruggave van door Israël veroverde gebieden, een vredesverdrag en diplomatieke erkenning van Israël door Egypte inhielden. Dit leidde overigens tot een langdurig diplomatiek isolement van Egypte in de Arabische wereld en felle weerzin in Egypte zelf. Dit was de reden waarom in 1981 de Egyptische president Anwar Sadat werd vermoord.

## Persoonlijkheid

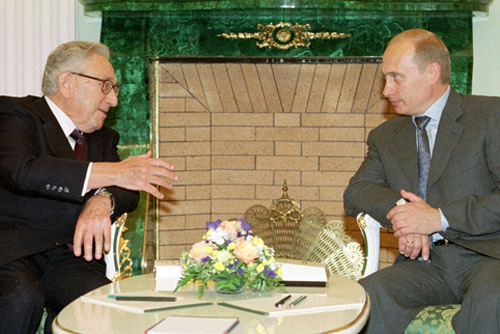
Kissinger en Russische president Vladimir Poetin in 2001

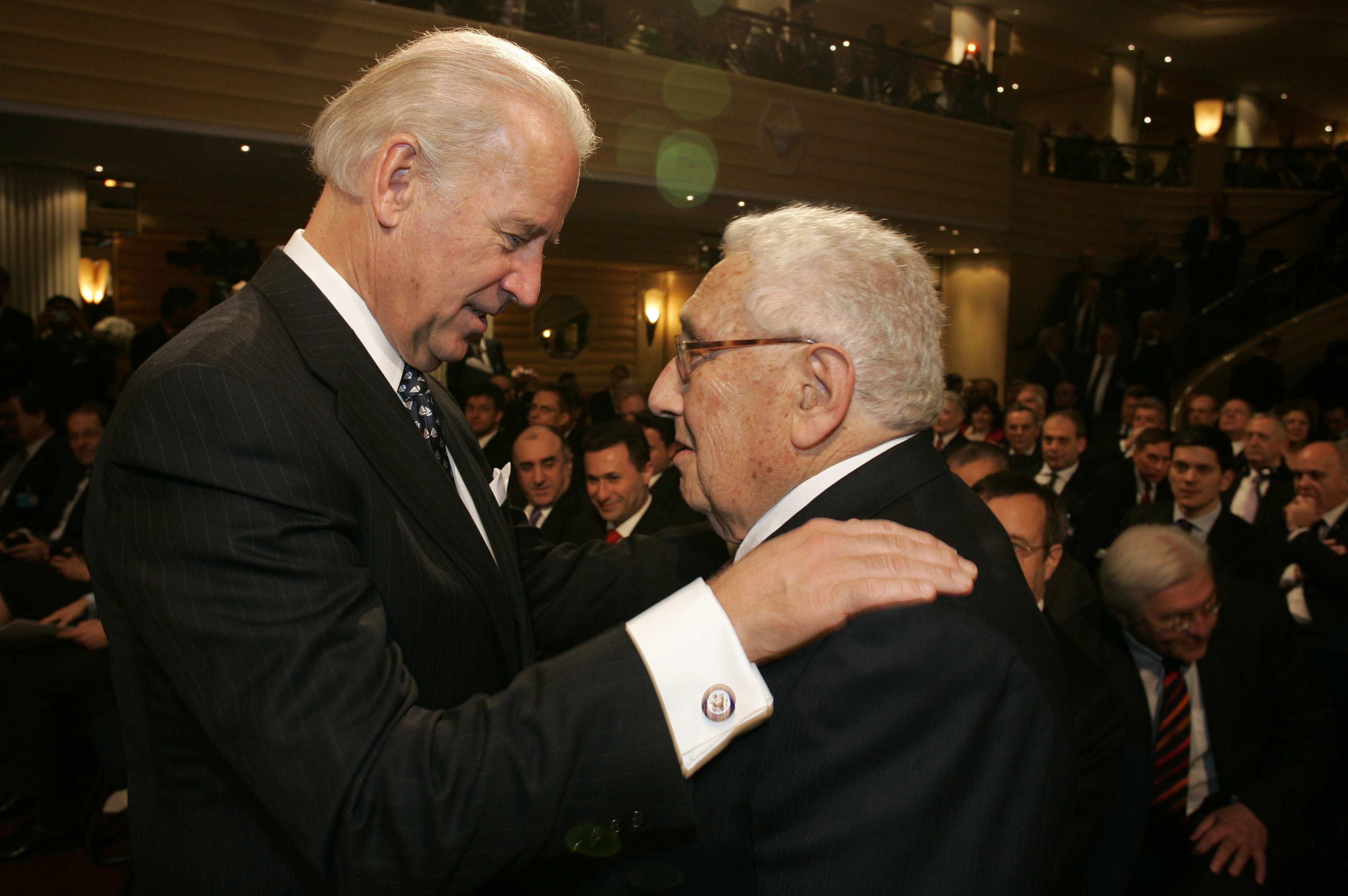
Kissinger en vicepresident Joe Biden in 2009

De meest opmerkelijke trek van Kissingers werkzaamheden als minister van Buitenlandse Zaken was zijn zelfpresentatie: "larger than life". Zijn liefdesleven ("power is the ultimate aphrodisiac") liet hij breed uitmeten, om zo als "celebrity" extra diplomatieke invloed te hebben. Hij onderhield daartoe zeer nauwe banden met de pers en stond journalisten toe hem als "a senior White House official" te citeren. Als spin doctoring werd deze praktijk later zeer gebruikelijk.

## "Elder statesman"
Na zijn vertrek als minister van Buitenlandse Zaken schreef hij een groot aantal boeken over internationale betrekkingen en diplomatie en legde zijn eigen ervaringen met buitenlandse politiek neer in zijn memoires: The White House Years, Years of Upheaval en Years of Renewal. In 1994 verscheen van zijn hand het boek Diplomacy, een overzicht van de diplomatieke geschiedenis sinds de 17e eeuw, met veel aandacht voor het beleid van machtsevenwicht van Willem III.
Hij richtte ook een eigen adviesbureau op dat grote ondernemingen informatie aanbiedt over het buitenland en de internationale politieke situatie.
Op 95-jarige leeftijd hield hij een toespraak tijdens de uitvaartplechtigheid voor senator John McCain in de National Cathedral in Washington. In mei 2022 deed hij een vredesvoorstel na de Russische invasie van Oekraïne. Op 19 juli 2023 werd de toen 100-jarige Kissinger in Beijing met alle egards ontvangen door China's hoogste leider Xi Jinping en ontmoette hij topdiplomaat Wang Yi en minister van defensie Li Shangfu. Kissinger was als privépersoon op bezoek met als doel om de relatie tussen de Verenigde Staten en China te verbeteren. Kissinger beschreef de situatie waarin "geen van beide kanten beschikt over veel ruimte voor politieke concessies en waar elke verstoring van het evenwicht catastrofale gevolgen kan hebben."

## Overlijden
Henry Kissinger stierf op 29 november 2023 op honderdjarige leeftijd in zijn huis in Kent, Connecticut.
Het Arlington National Cemetery is zijn laatste rustplaats.